# Macrolepiota
Macrolepiota is een geslacht van schimmels behorend tot de familie Agaricaceae. De wetenschappelijke naam is gepubliceerd door de Duitse mycoloog Rolf Singer in 1948. De typesoort is Macrolepiota procera.

## Soorten
Volgens Index Fungorum telt het geslacht 42 soorten (peildatum oktober 2023):
| Soortnaam                                         | Auteur(s)                                | Publicatiejaar |
| ------------------------------------------------- | ---------------------------------------- | -------------- |
| Macrolepiota africana                             | (R. Heim) Heinem.                        | 1969           |
| Macrolepiota albida                               | Heinem.                                  | 1969           |
| Macrolepiota albuminosa                           | (Berk.) Pegler                           | 1972           |
| Macrolepiota ampliospora                          | Sosin                                    | 1960           |
| Macrolepiota bonaerensis                          | (Speg.) Singer                           | 1951           |
| Macrolepiota brasiliensis                         | (Rick) Raithelh.                         | 1988           |
| Macrolepiota brunnescens                          | Vellinga                                 | 2003           |
| Macrolepiota campestris                           | Lebedeva ex Samgina                      | 1983           |
| Macrolepiota citrinascens                         | Vasas                                    | 1990           |
| Macrolepiota clelandii                            | Grgur.                                   | 1997           |
| Macrolepiota colombiana                           | Franco-Mol.                              | 1999           |
| Macrolepiota crustosa                             | L.P. Shao & C.T. Xiang                   | 1980           |
| Macrolepiota cyanolamellata                       | Fazolino, Lechner & Suaza Blandón        | 2018           |
| Macrolepiota detersa                              | Z.W. Ge, Zhu L. Yang & Vellinga          | 2010           |
| Macrolepiota dolichaula                           | (Berk. & Broome) Pegler & R.W. Rayner    | 1969           |
| Macrolepiota dunensis                             | D.S. Freitas & Menolli                   | 2019           |
| Macrolepiota eucharis                             | Vellinga & Halling                       | 2003           |
| Macrolepiota excelsa                              | Vellinga, Sysouph., Thongkl. & K.D. Hyde | 2021           |
| Macrolepiota excoriata (Rafelige parasolzwam)     | (Schaeff.) Wasser                        | 1978           |
| Macrolepiota fornica                              | Raithelh.                                | 1988           |
| Macrolepiota fuliginosa (Grijsbruine parasolzwam) | (Barla) Bon                              | 1977           |
| Macrolepiota gasteroidea                          | T. Lebel                                 | 2012           |
| Macrolepiota imbricata                            | (Henn.) Pegler                           | 1966           |
| Macrolepiota kerandi                              | (Speg.) Singer                           | 1951           |
| Macrolepiota mallea                               | (Berk.) Manjula                          | 1983           |
| Macrolepiota mastoidea (Tepelparasolzwam)         | (Fr.) Singer                             | 1951           |
| Macrolepiota odorata                              | Heinem.                                  | 1969           |
| Macrolepiota olivascens                           | Singer & M.M. Moser                      | 1961           |
| Macrolepiota orientiexcoriata                     | Z.W. Ge, Zhu L. Yang & Vellinga          | 2010           |
| Macrolepiota permixta                             | (Barla) Pacioni                          | 1979           |
| Macrolepiota procera (Grote parasolzwam)          | (Scop.) Singer                           | 1948           |
| Macrolepiota prominens                            | (Sacc.) M.M. Moser                       | 1967           |
| Macrolepiota pulchella                            | de Meijer & Vellinga                     | 2003           |
| Macrolepiota rubescens                            | (L.M. Dufour) Pázmány                    | 1985           |
| Macrolepiota sabulosa                             | Fazolino & R.M. Silveira                 | 2018           |
| Macrolepiota stercoraria                          | (Rick) Raithelh.                         | 1988           |
| Macrolepiota subcitrophylla                       | Z.W. Ge                                  | 2012           |
| Macrolepiota turbinata                            | T. Lebel                                 | 2012           |
| Macrolepiota velosa                               | Vellinga & Zhu L. Yang                   | 2003           |
| Macrolepiota venenata                             | Bon                                      | 1979           |
| Macrolepiota vinaceofibrillosa                    | T. Lebel                                 | 2012           |
| Macrolepiota zeyheri                              | Heinem.                                  | 1962           |